# Jaborandi (São Paulo)
Jaborandi é um município brasileiro do estado de São Paulo, localizado no norte do estado. Sua população estimada pelo IBGE em 2024 era de 6.293 habitantes.

## Toponímia
O nome jaborandi se deve a enorme quantidade da planta Pilocarpus microphyllus popularmente conhecida como jaborandi que existiam às margens do córrego onde o município teve origem.

## História
A povoação das margens do córrego Jaborandi iniciou-se no ano de 1902 quando o Major Gabriel Diniz de Carvalho Franco atendeu aos pedidos de Jaime Nicolau Martins e doou cerca de trinta alqueires ao padroeiro 'Arcanjo Gabriel'. O engenheiro contratado para planejar a cidade foi o Senhor Mastrelo, residente de Barretos, sendo estes alguns dos pioneiros da cidade junto também a Ignácio Máximo Diniz Junqueira o qual foi o primeiro Juiz de Paz da cidade.
Em 26 de dezembro de 1924 foi criado o Distrito de Paz de Jaborandi, mais tarde em 14 de dezembro de 1925 foi incorporado ao Município de Colina, em 24 de dezembro de 1948 Jaborandi teve a sua emancipação política e administrativa, em 26 de março de 1949 Orlando Junqueira de Oliveira assumiu o executivo municipal.

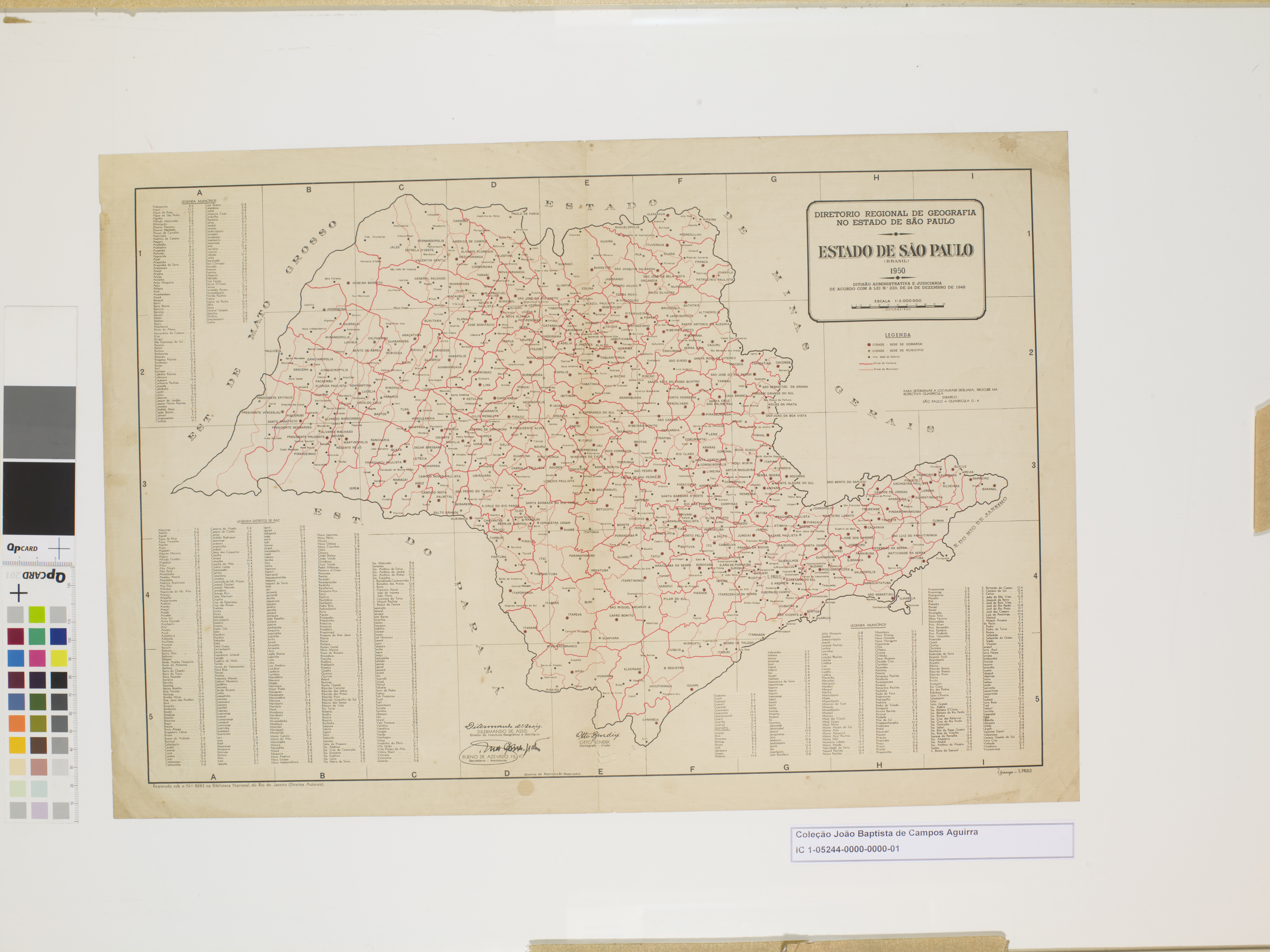
Estado de São Paulo (1948).

## Geografia
Sua área territorial é de 274,2 km², terras férteis (latossolo vermelho escuro), levemente ondulado, banhado pelo Rio Pardo, Ribeirão das Palmeiras e diversos riachos.
Seu clima é predominantemente tropical, com temperatura média mínima de 12 °C e média máxima de 30 °C.

### Hidrografia
- Rio Pardo
- Ribeirão das Palmeiras
- Ribeirão Turvo

### Rodovias
- SP-326
- SP-373

## Demografia

### População
| Crescimento populacional                             | Crescimento populacional | Crescimento populacional | Crescimento populacional |
| Ano                                                  | População Total          |                          | %±                       |
| ---------------------------------------------------- | ------------------------ | ------------------------ | ------------------------ |
| 1950                                                 | 8 071                    |                          | —                        |
| 1958                                                 | 7 724                    |                          | −4,3%                    |
| 1960                                                 | 7 511                    |                          | −2,8%                    |
| 1970                                                 | 5 792                    |                          | −22,9%                   |
| 1980                                                 | 5 463                    |                          | −5,7%                    |
| 1991                                                 | 6 336                    |                          | 16,0%                    |
| 2000                                                 | 6 424                    |                          | 1,4%                     |
| 2010                                                 | 6 592                    |                          | 2,6%                     |
| 2022                                                 | 6 221                    |                          | −5,6%                    |
| Est. 2024                                            | 6 293                    | [ 5 ]                    | 1,2%                     |
| Fontes: Censos Demográficos IBGE e Estimativas SEADE |                          |                          |                          |

### Dados demográficos
Dados do Censo - 2000
População total: 6.424
- Urbana: 5.857
- Rural: 567
  - Homens: 3.303
  - Mulheres: 3.121

Densidade demográfica (hab./km²): 23,43
Mortalidade infantil até 1 ano (por mil): 17,86
Expectativa de vida (anos): 70,19
Taxa de fecundidade (filhos por mulher): 2,48
Taxa de alfabetização: 89,64%
Índice de Desenvolvimento Humano (IDH-M): 0,711
- IDH-M Renda: 0,679
- IDH-M Longevidade: 0,845
- IDH-M Educação: 0,627

(Fonte: PNUD/2010)

## Política e administração

### Lista de prefeitos e período de legislatura
Período da legislatura  -  Nome do prefeito
- 26 de março de 1949 a 26 de março de 1953 - Orlando Junqueira de Oliveira
- 27 de março de 1953 a 26 de março de 1957 - Amadeu Pagliuso
- 27 de março de 1957 a 26 de março de 1961 - Luis Ferreira
- 27 de março de 1961 a 26 de março de 1965 - Antônio Bruno
- 27 de março de 1965 a 26 de março de 1969 - Luis Ferreira
- 27 de março de 1969 a 30 de janeiro de 1973 - João Manuel Diniz Junqueira
- 31 de janeiro de 1973 a 31 de janeiro de 1977 - Luis Ferreira
- 1 de fevereiro de 1977 a 31 de janeiro de 1983 - João Manuel Diniz Junqueira
- 1 de fevereiro de 1983 a 31 de dezembro de 1988 - José Baltazar dos Santos
- 1 de janeiro de 1989 a 31 de dezembro de 1992 - João Paulo Pires da Silva
- 1 de janeiro de 1993 a 31 de dezembro de 1996 - Silvio Vaz de Almeida
- 1 de janeiro de 1997 à 31 de dezembro de 2000 - Jorge Assad Chabrour
- 1 de janeiro de 2001 á 31 de dezembro de 2004 - Ronan Sales Cardozo
- 1 de janeiro de 2005 à 31 de dezembro de 2008 - Marcoantonio Pinto Neto
- 1 de janeiro de 2009 à 31 de dezembro de 2012 - Ronan Sales Cardozo
- 1 de janeiro de 2013 à 31 de dezembro de 2016 - Ronan Sales Cardozo
- 1 de janeiro de 2017 à 31 de dezembro de 2020 - Marcos Antônio Daniel
- 1 de janeiro de 2021 à 31 de dezembro de 2024 - Silvio Vaz de Almeida
- 1 de Janeiro de 2025 à 31 de dezembro de 2028 - Silvio Vaz de Almeida

## Infraestrutura

### Comunicações
O sistema de telefones automáticos foi inaugurado na cidade em 1975 pela Telecomunicações de São Paulo (TELESP), que também implantou o sistema de discagem direta à distância (DDD) em 1985 com o código de área (0173). Anteriormente a cidade era atendida pela Companhia Telefônica Brasileira (CTB).
Na década de 90 o código DDD da cidade foi alterado para (017), para padronização do sistema telefônico com a telefonia celular que estava sendo implantada em todo o estado.

## Religião
O Cristianismo se faz presente na cidade da seguinte forma:
Igreja Católica 
| Diocese             | Paróquia    |
| ------------------- | ----------- |
| Diocese de Barretos | São Gabriel |

A Paróquia São Gabriel foi criada no ano de 1933.

#### Igrejas Evangélicas
Entre as igrejas protestantes históricas, pentecostais e neopentecostais, encontram-se na cidade:
- Assembleia de Deus Ministério do Belém.[15][16]
- Congregação Cristã no Brasil.[17]

#### Outras religiões
- Testemunhas de Jeová